# Hans Verhagen (dichter)

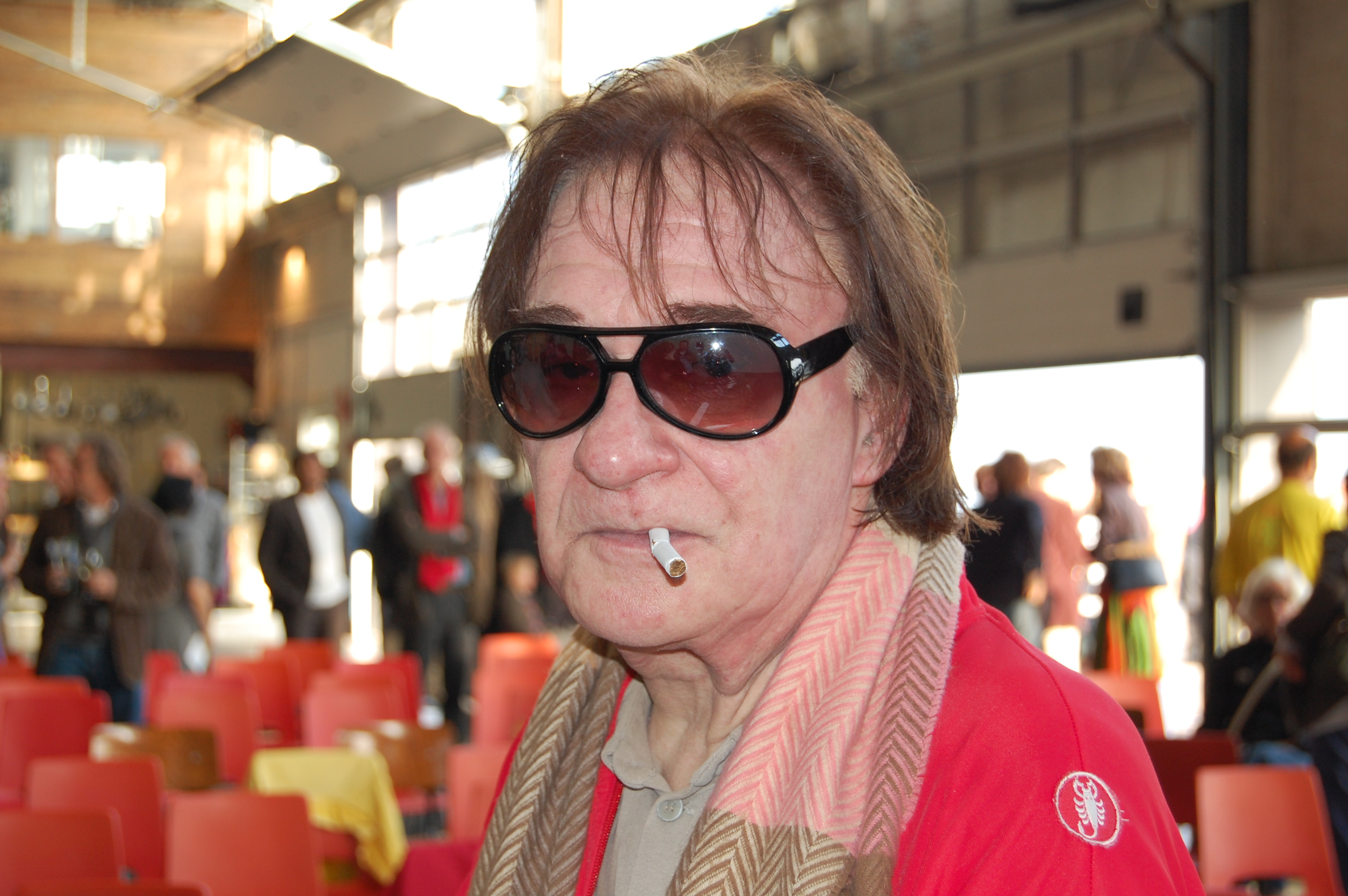
Hans Verhagen in 2008

Hans Pieter Verhagen (Vlissingen, 3 maart 1939 – Amsterdam, 10 april 2020) was een Nederlands dichter, journalist, kunstschilder en filmmaker.

## Loopbaan
Verhagen debuteerde in 1961 met de in eigen beheer uitgegeven dichtbundel Anatomie van een Noorman. In 1963 volgde Rozen & Motoren, ditmaal bij een erkende uitgeverij. Andere bundels van hem zijn Sterren Cirkels Bellen en Duizenden Zonsondergangen. Hij maakte deel uit van de redactie van Gard Sivik, dat later De Nieuwe Stijl werd.
Hij werkte enige tijd voor de televisie, waar hij betrokken was bij destijds spraakmakende programma's als Hoepla en Het Gat van Nederland, beide uitgezonden door de VPRO. Vanaf de jaren tachtig stortte Verhagen zich volledig op de schilderkunst. Hij maakte in 2004 een comeback als dichter met de bundel Moeder is een rover, gevolgd door Draak (2006) en Zwarte gaten (2008). In 2003 verschenen zijn verzamelde gedichten in de bundel Eeuwige Vlam.
In 2003 wijdde het Letterkundig Museum een tentoonstelling aan leven en werk van Verhagen, Tegen alle bloedvergieten en kanariepieten in, die vergezeld ging van een gelijknamig Schrijversprentenboek met bijdragen over Verhagen door o.a. Hans Sleutelaar, Jan Mulder en Hans Keller en een dvd met Verhagens tv-werk voor de VPRO. In december 2008 werd bekendgemaakt dat hem de P.C. Hooft-prijs 2009 voor poëzie was toegekend, "vanwege zijn humor, zijn engagement, zijn poëtische durf en eigenzinnigheid". De uitreiking vond plaats in mei 2009.
In 2017 verschenen zijn verzamelde gedichten onder de titel Alle gedichten, bezorgd door Joep Bremmers. Hans Verhagen woonde de laatste jaren van zijn leven in een verzorgingshuis in Amsterdam. Hij overleed in 2020 op 81-jarige leeftijd.

## Discografie
- Chicago (met Mark Lotterman) op diens album "Stedentrip", 2024